# Norma Paulus

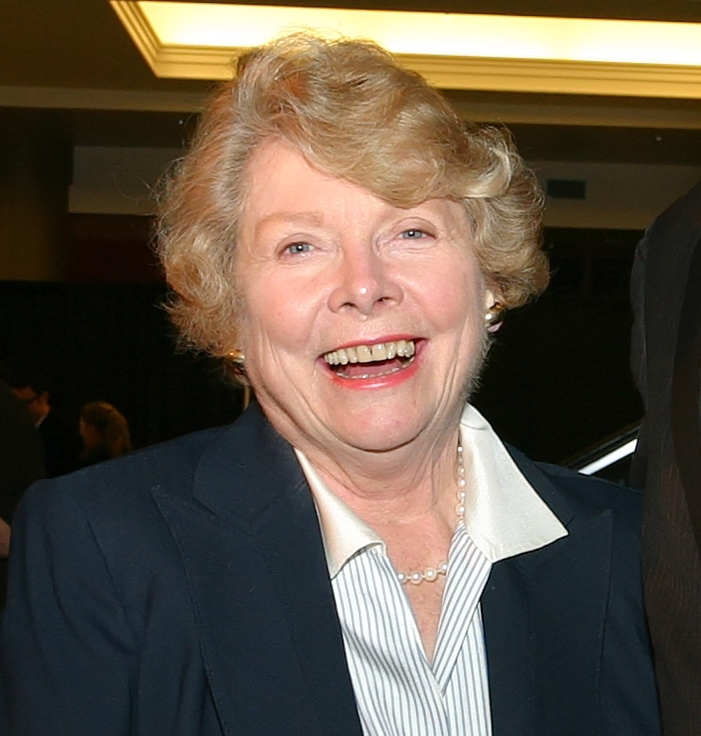
Norma Paulus (2008)

Norma Jean Paulus (* 13. März 1933 in Belgrade, Nebraska als Norma Jean Petersen; † 28. Februar 2019) war eine US-amerikanische Juristin und Politikerin (Republikanische Partei).

## Frühe Jahre
Norma Jean Petersen wurde während der Weltwirtschaftskrise in Nance County geboren. Sie wuchs als eines von sieben Kindern in Ost-Oregon auf. Ihre Jugendjahre waren vom Zweiten Weltkrieg überschattet. 1950 graduierte sie an der Burns Union High School in Burns (Oregon). Ihre erste Anstellung fand sie als Sekretärin des Bezirksstaatsanwalts vom Harney County in Burns.
Nach ihrer Genesung von Polio zog sie nach Salem (Oregon), der Hauptstadt des Bundesstaates. In der Folgezeit arbeitete sie als Rechtsanwaltssekretärin. Dabei war sie für den Chief Justice am Oregon Supreme Court Earl C. Latourette tätig. Während dieser Zeit empfahl ihr Latourette den Besuch der juristischen Fakultät. Im weiteren Verlauf schrieb sie sich 1956 ohne einen College-Abschluss an der Willamette University ein. Während ihres Jurastudiums traf sie ihren späteren Ehemann William G. Paulus. Norma Jean Petersen graduierte 1962 mit einem Bachelor of Laws am Willamette University College of Law. Nach ihrem Abschluss arbeitete sie dann bis zu ihrem Eintritt in die Politik in einer Privatpraxis.

## Politische Laufbahn
Bei den Wahlen im Jahr 1970 wurde sie in das Repräsentantenhaus von Oregon gewählt. Sie vertrat dort den 11. Bezirk (Salem und Marion County). Sie wurde 1972 und 1974 wiedergewählt. Während dieser Zeit wechselte sie zum 31. Bezirk. Sie bekleidete ihren Sitz bis zum Ende der Sonderlegislatursession von 1975. 1976 wurde sie zum ersten weiblichen Secretary of State von Oregon gewählt. Es war das erste Mal in der Geschichte von Oregon, dass eine Frau ein landesweites Amt gewann.
Sie trat ihren Posten am 3. Januar 1977 an und bekleidete diesen nach ihrer Wiederwahl im Jahr 1980 bis zum 7. Januar 1985. Während dieser Zeit wurde sie im Oktober 1981 als erstes weibliches Mitglied in den Nordost-Postland-Lions-Club aufgenommen. In diesem Zusammenhang erhielt sie eine kleine Löwenstatue, die auf ihrem Schreibtisch in ihrer Wohnung in der Innenstadt von Portland (Oregon) steht. Am Tag nach ihrer Aufnahme in den Club wurde sie von dem Präsidenten des landesweiten Oregon Lions Clubs in ihrem Büro im Oregon Capitol besucht. Er bat sie, die Löwenstatue zurückzugeben, da er der Auffassung war, dass eine Frau weder die Statue noch die Mitgliedschaft im Club verdiene. Sie behielt die Statue.
Sie war 1982 eine der Rednerinnen auf einer nationalen Konferenz für weibliche Abgeordnete. Dabei sagte sie in ihrer Ansprache:

“We have come a long way.”

1984 brachten Anhänger vom Bhagwan Shree Rajneesh Obdachlose nach Wasco County, um Einfluss auf die Lokalwahlen zu nehmen. In diesem Zusammenhang empfahl sie als Secretary of State County Institute Emergency Procedures, um die Durchreisenden von der Registrierung und der Stimmabgabe abzuhalten, was die Anhänger von Rajneesh beim Bundesgericht anfochten. Zu dieser Zeit war es den Bürgern in Oregon erlaubt, sich am Wahltag zu registrieren. Dann entschied der Bundesbezirksrichter Edward Leavy gegen die Anhänger von Rajneesh und bestimmte, dass die Notfallmaßnahmen rechtens seien. Die religiöse Sekte stand später im Fokus von Bundesermittlungen betreffend Einwanderungsbetrug, einen in Beziehung stehenden gescheiterten Mordkomplott und des ersten biologischen Terroranschlags in den Vereinigten Staaten.
Nach ihren zwei Amtszeiten als Secretary of State kandidierte sie 1986 für den Posten als Gouverneur von Oregon. Sie gewann die republikanischen Vorwahlen im Mai 1986, unterlag aber bei den Wahlen im November 1986 dem Demokraten Neil Goldschmidt. Während ihres Wahlkampfs für den Posten war sie eine Kritikerin des neuen MAX Light Rail, der in jenem Jahr eröffnet wurde. Der Präsident Ronald Reagan berief sie, den Philippinern bei den Präsidentschaftswahlen im Jahr 1986 zu helfen.
1987 wurde sie als eine von zwei Oregon-Angehörigen in den Northwest Power and Conservation Council berufen. Während ihrer Zeit im Council unterstützte sie den regionalen Fisch-Habitatschutz. Sie gab Ende 1989 ihren Posten im Council auf, um nach dem Rücktritt von Verne Duncan für den Posten als Oregon Superintendent of Public Instruction zu kandidieren.
Der Gouverneur von Oregon Goldschmidt ernannte sie am 1. Oktober 1990 zum Oregon Superintendent of Public Instruction. Bei den folgenden Wahlen Ende 1990 wurde sie für eine volle vierjährige Amtszeit gewählt und 1994 wiedergewählt. Während ihrer Amtszeit trat sie am 5. Dezember 1995 bei einer Nachwahl zu den republikanischen Vorwahlen für einen Sitz im US-Senat an. Die Wahl fand für den zurückgetretenen Kandidaten Bob Packwood statt. Petersen erlitt eine Niederlage bei den Vorwahlen gegenüber dem Republikaner Gordon H. Smith. Bei den folgenden Wahlen ging Ron Wyden als Sieger aus dem Rennen. Smith wurde aber 1996 doch noch in den US-Senat gewählt, um die Vakanz zu füllen, die durch den Rücktritt von Mark Hatfield entstand.
Als State Superintendent half Petersen 1991 bei der Einführung der landesweiten Assessment Tests für die Klassen 3, 5, 8 und 11. Andere Bildungsreformen, die in dem Jahr verabschiedet wurden, waren das Certificate of Initial Mastery (CIM) und das Certificate of Advanced Mastery (CAM), die entworfen wurden, um das High School Diploma in Oregon zu ersetzen. Dabei handelte es sich um optionale Programme, welche Teil eines breiten Programms waren. In diesem Zusammenhang sollte auch ein Zeugnis erstellt werden, das die Entwicklung als Staat skizzierte, was eine Folge eines verabschiedeten Gesetzes durch die State Legislature im Jahr 1991 war. Ferner unterstützte sie School-to-work-Initiativen zwecks Reformierung des öffentlichen Bildungssystems während ihrer Amtszeit, die Teil der Reformen von 1991 waren. Petersen war eine von nur zehn Frauen in der Nation, die den obersten Bildungsposten in ihrem Staat innehatte. Sie bekleidete ihren Posten bis zum 4. Januar 1999. 2007 beseitigte die Oregon Legislature die zwei optionalen Zertifikate an den Schulen im Bundesstaat.

## Späte Jahre und Familie
Norma und ihr Ehemann William (Bill) hatten zwei Kinder: Elizabeth und Fritz. Der US-Bildungsminister Richard Riley berief sie 1996 in den National Assessment Governing Board. 1999 verliehen ihr die Willamette University, das Whitman College, das Lewis & Clark College und das Linfield College jeweils einen Ehrendoktortitel. Im Dezember 2000 wurde sie zum Exekutivdirektor der Oregon Historical Society ernannt – ein Posten, den sie bis 2003 innehatte. Ab April 2000 saß sie im Oregon State Capitol Foundation Board. Sie war ein Gründungsmitglied der Organisation und diente als Vorsitzende der Gruppe. Ferner saß sie in den Vorständen des High Desert Museum in Bend (Oregon), des Oregon Coast Aquarium in Newport (Oregon) und des City Clubs of Portland. 2004 wurde ihr ein University of Oregon’s Distinguished Service Award verliehen.
Sie setzte sich für die Beschaffung von Geldmitteln für eine Statue zu Ehren des ehemaligen Gouverneurs und langjährigen Freunds Tom McCall ein. Die Statue wurde schließlich 2008 in Salem (Oregon) am Willamette River aufgestellt. Im November 2008 brachten Petersen und ihr Mitantragsteller Phil Keisling, auch ein ehemaliger Secretary of State von Oregon, die Maßnahme 65 auf den Stimmzettel zur Abstimmung. Ihr Anliegen war es, das landesweite Vorwahlsystem für Open Primaries zu öffnen. Nachdem sie in den letzten Jahren ihres Lebens an vaskulärer Demenz gelitten hatte, verstarb Paulus am 28. Januar 2019 im Alter von 85 Jahren in einem Hospiz.